# Alchemilla retinerviformis
Alchemilla retinerviformis é uma espécie de rosácea do gênero Alchemilla, pertencente à família Rosaceae.